# Międzynarodowa Federacja Stowarzyszeń Filozoficznych
Międzynarodowa Federacja Stowarzyszeń Filozoficznych (Fédération Internationale des Sociétés de Philosophie FISP) jest federacją narodowych stowarzyszeń filozoficznych. Została założona w roku 1948.
Kongresy FISP odbywają się co pięć lat. Przewodniczący Federacji jest obierany na okres pięciu lat. Obecnie funkcję tę sprawuje William McBride z Purdue University, West Lafayette, USA.
Od roku 1993 corocznie odbywają się pod patronatem FISP Międzynarodowe Olimpiady Filozoficzne.
W maju 1997 V Olimpiada odbyła się w Warszawie z udziałem reprezentacji Bułgarii, Litwy, Niemiec, Rumunii, Turcji, Węgier i Polski.
W dniach 19-23 maja 2005 XIII Olimpiada odbyła się po raz drugi w Warszawie.